# Пограничные силы самообороны
Польская самооборона, самооборона в Литве — польские добровольческие военные формирования, существовавшие на рубеже 1918 и 1919 годов в северо-восточных районах возрождающегося Польского государства.

## Polish self-defense in Volyn
С отступлением немецких войск с территории Российской Империи на покинутых ими территориях, населенных поляками, стали формироваться польские пограничные силы самообороны. Политическое руководство над ними осуществлял образованный в ноябре 1918 года Комитет Обороны Восточных Кресов под председательством князя Евстафия Сапеги. Комитет в значительной степени финансировал эти структуры. В связи с возникновением необходимости включения их в состав регулярной польской армии было решено создать литовско-белорусские дивизии. Дивизия была сформирована в соответствии с приказом Верховного главнокомандующего польской армии Юзефа Пилсудского № 1132/I от 26 ноября 1918 года:

(…) Dla uchronienia Polaków i mienia polskiego na Kresach Wschodnich Naczelne Dowództwo WP zamierza tworzyć dywizję litewsko-białoruską, uwzględniając już tam istniejące związki. Społeczeństwo polskie przez „Komitet Obrony Kresów Wschodnich” niesie pomoc we wszystkich kierunkach.
(…) Для защиты поляков и польского имущества на восточных рубежах Верховное Командование РП намерено создать литовско-белорусскую дивизию, включив в нее уже существующие соединения. Польское общество "Комитет Обороны Восточных Кресов" окажет всю необходимую помощь

### Основные центры формирования пограничных сил самообороны
Подразделения самообороны создавались спонтанно с осени 1918 года на территориях Виленщины, Гродненщины и Минщины с целью возвращения этих районов в польское государство. Основными их центрами были Вильно, Минск, Гродно, Лида, и Каунас, а из небольших населенных пунктов Щучин, Эйшишкес, Ошмяны, Вилейка, Неменчине, Псих, Паневежис.

### Вильнюсская Самооборона
Виленская самооборона (самооборона Литвы и Белоруссии) была создана в октябре 1918 года и уже 29 декабря 1918 года была включена в состав Польской Армии. Командовал ею генерал Владислав Вейтко, а начальником штаба был майор Станислав Бобятинский. Организатором и командиром кавалерии был ротмистр Владислав Домбровский, который с 25 ноября 1918 года командовал конным отрядом, с 30 ноября 1918 года — эскадрой, а с 25 декабря 1918 года-полком виленских Улан. Самооборона охватывала также территорию Лидского уезда и местные, местные самообороны. 31 декабря 1918 года она овладела Вильнюсом и организовала оборону от наступающих большевиков. Несмотря на ожесточенную оборону и кавалерийскую битву, польские добровольческие отряды были вытеснены из Вильнюса 5 января 1919 года. В связи с этим 6 января 1919 года в Бяла-Ваче эта организация была расформирована и преобразована в Виленский отряд польской армии. Этот отряд был направлен на Гродненщину, где участвовал в апреле в наступлении против большевиков. Сформированный впоследствии Домбровским кавалерийский полк участвовал в боях за Вильнюс в июле 1920 года и действовал впоследствии в тылу большевистских войск.
Польской самообороне Минска пришлось покинуть город вследствие численного превосходства большевиков. Отряд численностью около 1,7 тыс. в декабре 1918 года перебрался на территорию, контролируемую польскими властями, где из него впоследствии был сформирован один из полков литовско-белорусской дивизии.
Литовско-Белорусская дивизия должна была состоять из добровольцев из восточных рубежей, в первую очередь сосредоточенных в уже существующих рубежах самообороны
Most of the self-defense units were destroyed by UPA units